# Skordatura
Skordatura, italsky scordatura – dosl. rozladění, je technika hry spočívající v určitém konkrétním přeladění strun, za účelem umožnění či usnadnění hry i v tóninách s vyšším předznamenáním. Provádí se u strunných nástrojů, nejčastěji u houslí.

## Dějiny
Tato praxe byla velmi oblíbená v době baroka, neboť umožňovala změnu výrazu či nálady skladby. Dalším důvodem bylo umožnění či usnadnění hry i v nejvzdálenějších tóninách (s nejvíce bé či křížky), je však možné se s touto technikou setkat v hudbě v průběhu všech období až po hudbu moderních skladatelů.

## Skladatelé používající skordaturu
Jedním z nejznámějších příkladů této techniky jsou Růžencové sonáty Heinricha Bibera, ovšem v některých případech se se skordaturou můžeme setkat v sólových skladbách pro jeden nástroj či celý orchestr.
- Antonio Vivaldi – Houslový koncert A-dur Op. 9
- Johann Sebastian Bach – Suita pro violoncello č. 5
- Jan Ignác František Vojta – houslové sonáty
- Robert Schumann – Klavírní kvartet Op. 47
- Joseph Haydn – Symfonie č. 60
- Niccolò Paganini – houslový koncert č. 2
- Gustav Mahler – 4. symfonie (2. věta)
- Igor Stravinskij – Pták Ohnivák